# Гладков, Пётр Андреевич
Пётр Андреевич Гладков (1902—1984) — начальник Управления контрразведки «Смерш» на РККФ, генерал-лейтенант береговой службы (1944).

## Биография
Родился 20 июня 1902 года в деревне Трубчевская Волховского уезда Орловской губернии в семье рабочего-стекольщика. Окончил сельскую школу местечка Свислочь  в 1915. Работал на стекольном заводе, пос. Елизово Бобруйского уезда, лесорубом на лесоразработках, рабочим лесопильного завода.
В 1919—1920 в РККА. Учился в Пролетарском институте в Гомеле с декабря 1919 до февраля 1920. В декабре 1920 г. вернулся на стеклозавод.
В 1923—1926 на комсомольской работе в Гомельской губернии. Член ВКП(б) с ноября 1925 (член ВЛКСМ в 1922—1927). В 1926—1927 — инструктор физкультуры, председатель Бюро физкультуры Гомельского окружного Совета профсоюзов, заместитель председателя Речицкого окружного Совета физкультуры. В 1927—1931 — секретарь Ульяновского губернского, окружного, городского Совета физкультуры. В 1931—1933 — на учёбе в Самарском геологоразведочном институте.
В 1933—1934 — слушатель Центральной школы ОГПУ СССР. В 1934—1935 — уполномоченный Секретариата Экономического управления ОГПУ при СНК — Экономического отдела ГУГБ НКВД СССР. В 1935—1936 — помощник уполномоченного 11-го отделения, уполномоченный Отделения Экономического отдела ГУГБ НКВД СССР. В 1936—1937 — помощник оперуполномоченного, оперуполномоченный 4-го отделения 3-го отдела ГУГБ НКВД СССР. В 1937—1938 — помощник начальника 2-го отделения 3-го отдела УГБ НКВД Белорусской ССР. В 1938—1939 — временно исполняющий обязанности начальника 3-го отдела УГБ НКВД Белорусской ССР. В 1939 — заместитель наркома внутренних дел Белорусской ССР. В 1939—1940 — начальник Управления НКВД по Белостокской области. В 1940 — опять заместитель наркома внутренних дел Белорусской ССР. В 1940—1941 — заместитель наркома, нарком внутренних дел Литовской ССР. В 1941—1942 — начальник Особого отдела НКВД Карельского фронта. В 1942—1943 — начальник 9-го отдела Управления особых отделов НКВД СССР. В 1943—1946 — начальник Управления контрразведки Наркомата военно-морского флота СССР. Был выдвинут на должность начальника УМГБ Ярославской области, но назначение не состоялось. В 1946 за служебные злоупотребления (приобретение личного имущества на деньги, отпущенные для оперативных нужд) понижен в должности. В 1946—1950 — начальник Отдела Управления контрразведки МГБ Московского военного округа. В 1950—1952 — заместитель начальника Управления по лагерю, исполняющий обязанности начальника Управления Дубравного ИТЛ МВД (Мордовская АССР). Затем до ноября 1954 — начальник Отдела контрагентских работ Степного исправительно-трудового лагеря МВД.
Постановлением КПК при ЦК КПСС от 31 января 1953 за «антигосударственное расходование средств» был исключён из КПСС. В апреле 1953 дело было пересмотрено и решением КПК при ЦК КПСС исключение заменено на перевод в кандидаты в члены КПСС. Партийной организацией Степного лагеря был принят обратно в члены КПСС. Впоследствии вновь исключён.
В ноябре 1954 был уволен из МВД по фактам, «дискредитирующим звание начсостава МВД». В 1955 постановлением Совета министров СССР лишен генеральского звания за дискредитацию «себя за время работы в органах… и недостойный в связи с этим высокого звания генерала».

### Звания
- сержант государственной безопасности (11 декабря 1935);
- старший лейтенант государственной безопасности, минуя звание лейтенанта государственной безопасности (16 марта 1939);
- капитан государственной безопасности (25 июля 1939);
- майор государственной безопасности (13 мая 1940);
- старший майор государственной безопасности (6 марта 1941);
- комиссар государственной безопасности (14 февраля 1943);
- генерал-майор береговой службы (24 июля 1943);
- генерал-лейтенант береговой службы (21 июля 1944).[6]

### Награды
- орден Красного Знамени, 26.04.1940;
- знак «Заслуженный работник НКВД», 02.02.1942;
- орден Красного Знамени, 22.02.1943;
- орден Ленина, 29.01.1944;
- орден Красного Знамени, 24.05.1945;[источник не указан 2332 дня]
- орден Нахимова 1-й степени, 28.06.1945;[источник не указан 2332 дня]
- орден Красного Знамени, 20.06.1949 — за выслугу лет;[источник не указан 2332 дня]
- орден Красного Знамени, 1953 — за выслугу лет.[источник не указан 2332 дня]